# Alan Forney
Alan Michael Forney est un rameur américain né le 28 juin 1960 à Beaufort (Caroline du Sud).

## Biographie
Alan Forney participe à l'épreuve de quatre sans barreur aux Jeux olympiques d'été de 1984 à Los Angeles avec comme partenaires Jonathan Smith, David Clark et Phillip Stekl. Les quatre Américains remportent la médaille d'argent.